# 付素清
付 素清（ふ そせい、フー・スーチン、1897年8月21日 - 2016年9月3日）は、中華人民共和国のスーパーセンテナリアン。『光緒23年7月19日』と出生証明書にあることから1897年8月21日生まれとされている。
四川省に住み、回鍋肉のほか、肉類が好物であり、農作業も行っていた。朝8時ごろ、朝食を摂ろうしたところ突然119歳で死去した。